# Juncus tingitanus
Juncus tingitanus là một loài thực vật có hoa trong họ Juncaceae. Loài này được Maire & Weiller mô tả khoa học đầu tiên năm 1957.